# Plebiscito das províncias napolitanas de 1860

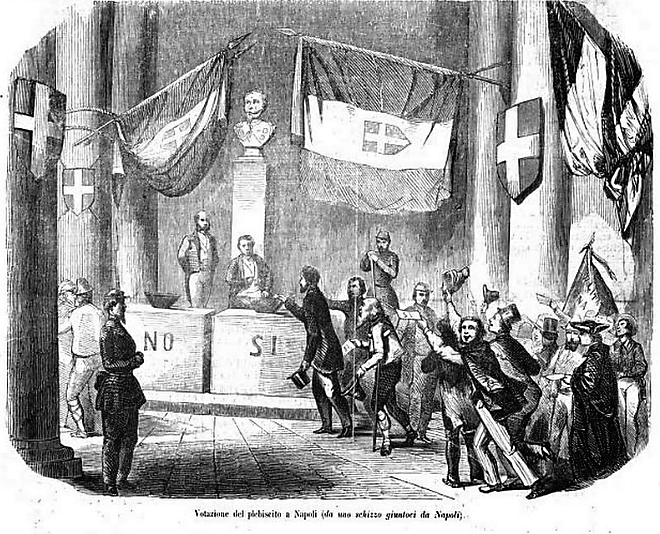
Representação da votação do plebiscito em Nápoles

O plebiscito das províncias napolitanas de 1860 ocorreu em 21 de outubro de 1860 nas províncias continentais do Reino das Duas Sicílias, já submetidas à ditadura de Garibaldi, e sancionou a fusão com o recém-formado Reino da Itália.

## História
O plebiscito, convocado pelo pró-ditador das províncias napolitanas Giorgio Pallavicino Trivulzio, foi realizado em 21 de outubro de 1860, com a pergunta: "O povo quer que a Itália seja una e indivisível com Vítor Emanuel como rei constitucional e seus descendentes legítimos?".

## Resultados
| Províncias napolitanas | Províncias napolitanas | Número    | %      |
| ---------------------- | ---------------------- | --------- | ------ |
|                        | Sim                    | 1 302 064 | 99,21% |
|                        | Não                    | 10 312    | 0,79%  |
|                        |                        |           |        |
| Registrados            | Registrados            | n.d.      |        |
| ↳ Eleitores            | ↳ Eleitores            | n.d.      | n.d.   |
| ↳ Votos válidos        | ↳ Votos válidos        | 1 312 376 | n.d.   |
| ↳ Votos nulos          | ↳ Votos nulos          | n.d.      | n.d.   |

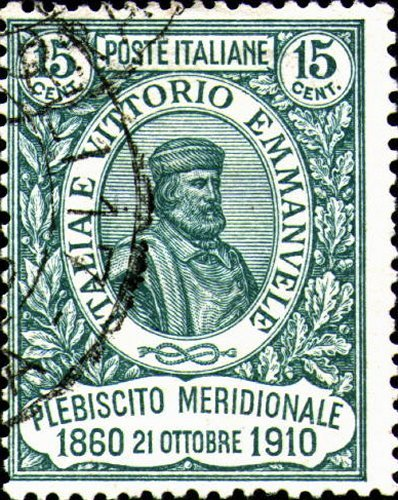
Selo do Reino da Itália emitido por ocasião do 50º aniversário do plebiscito

A anexação foi formalizada com o decreto real de 17 de dezembro de 1860, n.º 4498 "As províncias napolitanas fazem parte do Reino da Itália".